# Městská doprava

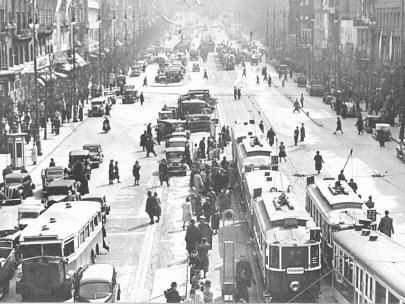
Městská doprava v Praze

Městská doprava je sousloví, kterým se někdy zkráceně označuje městská hromadná doprava. Součástí městské hromadné dopravy (MHD) jsou např.: autobusy, trolejbusy, tramvaje, metro aj. Součástí městské dopravy je však i například taxislužba a neveřejná (individuální) doprava, zejména silniční (po pozemních komunikacích). V některých městech jsou součástí systému veřejné dopravy i jiné druhy nehromadné dopravy, například radiobus provozovaný mikrobusy.